# Myrcia ramageana
Myrcia ramageana är en myrtenväxtart som beskrevs av Carl Karl Wilhelm Leopold Krug och Ignatz Urban. Myrcia ramageana ingår i släktet Myrcia och familjen myrtenväxter. Inga underarter finns listade i Catalogue of Life.